# Campeonato Europeo de Judo de 1952
El II Campeonato Europeo de Judo se celebró en París (Francia) entre el 9 y el 12 de diciembre de 1952 bajo la organización de la Unión Europea de Judo (EJU) y la Federación Francesa de Judo.

## Medallistas

### Masculino
| Evento            | Oro                          | Plata                      | Bronce |
| ----------------- | ---------------------------- | -------------------------- | ------ |
| 1.er dan          | Anton Geesink · Países Bajos | Poumarat Francia           | —      |
| 2º dan            | Robert Jaquemond · Austria   | Bernard Pariset Francia    | —      |
| 3.er dan          | Guy Cauquil Francia          | Franz Nimführ · Austria    | —      |
| 4º dan            | Jean de Herdt Francia        | —                          | —      |
| Cinturón marrón   | Gilbert Briskine Francia     | Hein Essink · Países Bajos | —      |
| Categoría abierta | Guy Verrier Francia          | Robert Jaquemond · Austria | —      |

## Medallero
| Núm. | País         | Oro | Plata | Bronce | Total |
| ---- | ------------ | --- | ----- | ------ | ----- |
| 1    | Francia      | 4   | 2     | 0      | 6     |
| 2    | Austria      | 1   | 2     | 0      | 3     |
| 3    | Países Bajos | 1   | 1     | 0      | 2     |
|      | TOTAL        | 6   | 5     | 0      | 11    |